# 岩本晋一郎
岩本 晋一郎（いわもと しんいちろう、1903年11月2日 - 1981年2月10日）は、日本の商工官僚。岐阜県高山市長（2期）。岩本漆器店代表取締役。

## 経歴
岐阜県出身。中央大学卒業後、1933年高等文官試験に合格し、商工省に入る。山梨、山形各県の商工課長を経て、岩手県社会、商工、経済統制課長を歴任し、福岡県学務、農務各課長を務める。その後、高知県経済部長から岐阜県民生部長、同教育長を務める。1950年の岐阜県知事選挙に立候補するが落選。以降合計3回続けて立候補したが落選した。1959年の高山市長選挙に立候補して初当選した。1期目は市民生活の向上と産業振興などに施策を進め、環境衛生センターの完成、簡易水道の整備、市民会館の開館などがあり、1963年に2回目の当選をした。2期目にはアメリカのデンバー市を訪問、姉妹都市を締結。1966年には市民憲章を制定した。1967年に退任。その後は漆器店を経営した。1981年死去。